# NGC 2499
NGC 2499 ist eine Balken-Spiralgalaxie vom Hubble-Typ SB im Sternbild Kleiner Hund am Nordsternhimmel. Sie ist schätzungsweise 431 Millionen Lichtjahre von der Milchstraße entfernt.
Das Objekt wurde am 25. März 1864 von Albert Marth entdeckt.